# Algebraic Combinatorics (journal)
Algebraic Combinatorics est une revue mathématique électronique en libre accès à comité de lecture spécialisée dans le domaine de la combinatoire algébrique. Elle est publiée par le Centre Mersenne. Les rédacteurs en chef sont Akihiro Munemasa (Université du Tōhoku), Satoshi Murai (Université Waseda), Hendrik Van Maldeghem (Université de Gand), Brendon Rhoades (Université de Californie à San Diego), David Speyer (Université du Michigan).

## Historique
La revue a été créée en 2018, lorsque le comité de rédaction d'alors du Journal of Algebraic Combinatorics de  Springer Science+Business Media démissionnent pour protester contre les prix élevés pratiqués par l'éditeur et l'accessibilité limitée à la revue. Le comité a par la suite lancé sa propre revue en libre accès, Algebraic Combinatorics. Ils critiquent la maison Springer pour le « double dipping », c'est-à-dire la facturation de coût d'abonnement élevé aux bibliothèques, auxquels s'ajoutent des frais élevés pour les auteurs qui souhaitent rendre leurs publications en libre accès. Le comité a par la suite lancé sa propre revue en libre accès, sous le nom Algebraic Combinatorics,.

## Objectifs
Le journal publie des articles dans lesquels l'algèbre et la combinatoire interagissent : l'algèbre impliquée peut être l'algèbre commutative, la théorie des groupes, la théorie des représentations, la géométrie algébrique, l'algèbre linéaire, la théorie de Galois, les algèbres associatives ou de Lie, entre autres possibilités, et la combinatoire peut être énumérative, la théorie du codage, les systèmes de racines, le design combinatoire, la théorie des graphes, la géométrie d'incidence ou d'autres sujets. 

## Résumé et indexation
La revue est résumée et indexée dans le Directory of Open Access Journals, Scopus, Mathematical Reviews ou ZbMATH. Le facteur d'impact donné par SCImago Journal Rank est 0,91 pour l'année 2021.